# José Hidalgo Pallares
José Hidalgo Pallares (Quito, 1980) es un escritor, periodista y economista ecuatoriano. Entre los reconocimientos que ha obtenido se cuenta el Premio Joaquín Gallegos Lara al mejor libro ecuatoriano de cuentos del año, que obtuvo en 2005 y 2019.

## Trayectoria
Se inició en la literatura con el libro de cuentos La vida oscura, publicado en 2003. A este le siguió Historias cercanas (2005), con el que obtuvo el Premio Joaquín Gallegos Lara al mejor libro de cuentos del año. Posteriormente publicó dos novelas, Sábados de fútbol (2007) y La búsqueda (2013), la segunda de las cuales fue finalista del Premio de Novela Corta Encina de Plata.
En 2019 volvió a ganar el Premio Joaquín Gallegos Lara de cuento, esta vez con su libro El manual de la derrota, obra que el jurado caracterizó como «una meditación sobre la masculinidad contemporánea». Uno de los cuentos de este libro, «Los graduados», sirvió posteriormente como disparador creativo de su novela Chat grupal (2023), que a modo de chat de mensajería instantánea narra las interacciones entre un grupo de amigos.
En el ámbito periodístico, trabajó en la sección de economía del diario argentino La Nación durante un periodo en que vivió en Argentina, de 2010 a 2014. Posteriormente trabajó en el portal web 4pelagatos, donde escribía columnas sobre economía.

## Obras

### Novelas
- Sábados de fútbol (2007)
- La búsqueda (2013)
- Chat grupal (2023)

### Cuentos
- La vida oscura (2003)
- Historias cercanas (2005)
- El manual de la derrota (2019)[6]